# サウス・ロシアン・シェパード・ドッグ
サウス・ロシアン・シェパード・ドッグ（英：South Russian Shepherd Dog）とは、ウクライナ原産の護畜犬種である。別名はサウス・ロシアン・オフチャルカ（英：South Russian Ovcharka）オフチャルカ・デ・ルシエ・メリディアナーレ（英：Ovcharka de Russie Meridionale）, ウクライナ・シェパード・ドッグ (英：Ukrainian Shepherd Dog）。

## 歴史
18世紀末に作出された犬種である。このころ旧ソ連の一部であったウクライナでは羊の放牧が盛んで、季節ごとに飼育地を移動させていた。この移動作業のためにスペインから牧羊犬（犬種は不明、若しくは非公開）が連れてこられ、使役されていた。しかしこの犬たちは牧羊犬としては非常に優秀だったものの、護畜犬としてはあまり役に立たず、小柄で力があまり強くなかったためオオカミが来た際は羊共々殺されてしまうことが多かった。そこで、優秀な護畜犬種を作り出すことが考案され、その犬に護畜犬として優秀なコモンドールやロシアでは攻撃的なことで悪名高いウチャック・シープドッグ（英：Utchark Sheepdog）、そして名も無い辺地の護畜犬種などを交配させることによって本種は作られた。
サウス・ロシアン・シェパード・ドッグは羊を誘導する牧羊犬としてではなく、羊をオオカミや泥棒から守る護畜犬として専門的に働く犬種である。オオカミが群れで襲い掛かってきたとしても1～2頭で撃退し、銃を持った泥棒にも命を捨てて勇敢に戦いを挑み、退治する。しかし19世紀ごろには家畜泥棒に撃ち殺されてしまう事態が多発し、多くの愛好家を悲しませたこともあった。その後家畜泥棒の取締りが強化されたことにより、この事態は収拾した。それ以後家畜泥棒は減ったが、オオカミなどから羊を守る役割は引き続き担い続けた。
第二次世界大戦が起こった際は軍用犬として使われ、伝令犬としてメッセージを運び、ジャーマン・シェパード・ドッグに負け劣らない活躍ぶりを見せた。後にその役割がイースト・ヨーロピアン・シェパードに取って代わられても生き残り、旧ソ連では護畜犬としてだけでなく一般家庭の番犬としても広く使われるようになった。
FCIの公認犬種となった現在でもロシアやウクライナでは人気のある犬種だが、それ以外の地域ではあまり飼育されていない。ほとんどが実用犬かショードッグとして飼育されていて、ペットとして飼育されているものは稀である。

## 特徴
外見こそ愛らしいむく犬であるが、性格はあまり可愛げが無い。コモンドールの血を反映した筋骨隆々で骨太でがっしりした体つきをしていて、力が強い。頭部は大きく、マズルは短めで太く、アゴの力も強靭である。耳は垂れ耳で、尾はふさふさした垂れ尾。脚は長く太い。コートは柔らかく長いシャギーコート（むく毛）で、雨風を防ぐ役割を果たす。毛色はホワイトの単色か、それに少しブラックの混じったもの。体高は雄65cm前後、雌62cm前後で体重は雌雄共に48～50kgの大型犬。性格は活発で忠実だが、防衛本能がとても高く攻撃的である。主人や羊に危機が迫ったと感じると前触れ無く攻撃を行うため、一貫した厳しい訓練を行わなければ手懐けるのが非常に難しい。又、人に噛み付いて怪我をさせるという事故も過去に起きており、訓練をドッグトレーナーに任せることも推進されている。実質的にはロットワイラーよりも噛付事故を起こしやすい犬種であるという烙印を押されているが、訓練を成功させてしっかりとコミュニケーションを取れれば、優秀な番犬となる。運動量は多く、飼育が難しいため家庭犬として飼うのは難しい。